# Pacifische Vloot (Rusland)

Groot embleem van de Pacifische Vloot

De Pacifische Vloot (Russisch:Тихоокеанский флот, Tichookeanskij Flot) is het deel van de Russische marine, gestationeerd in de Grote Oceaan, welke eerder de oostelijke grenzen van de Sovjet-Unie. Het hoofdkwartier van de vloot is gesitueerd in Vladivostok. Een andere belangrijke vlootbasis is Viljoetsjinsk op het schiereiland Kamtsjatka.
In de Sovjet-jaren was de Pacifische Vloot ook verantwoordelijk voor het bestuur en operationele coördinatie van het Indisch Oceaan Eskader en Sovjet-marinebases in landen rondom de Indische Oceaan.

## Geschiedenis

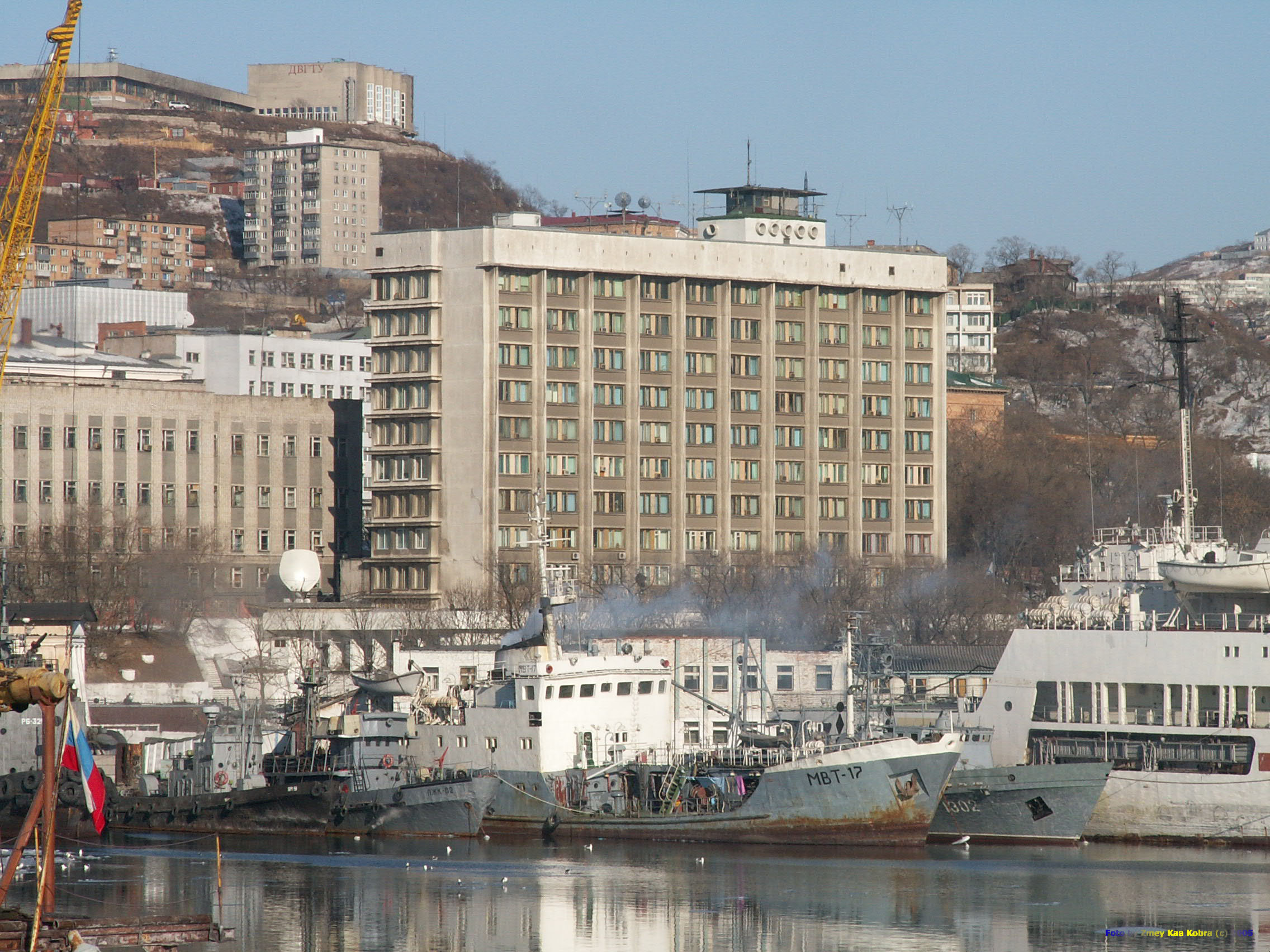
Hoofdkwartier in Vladivostok in 2005

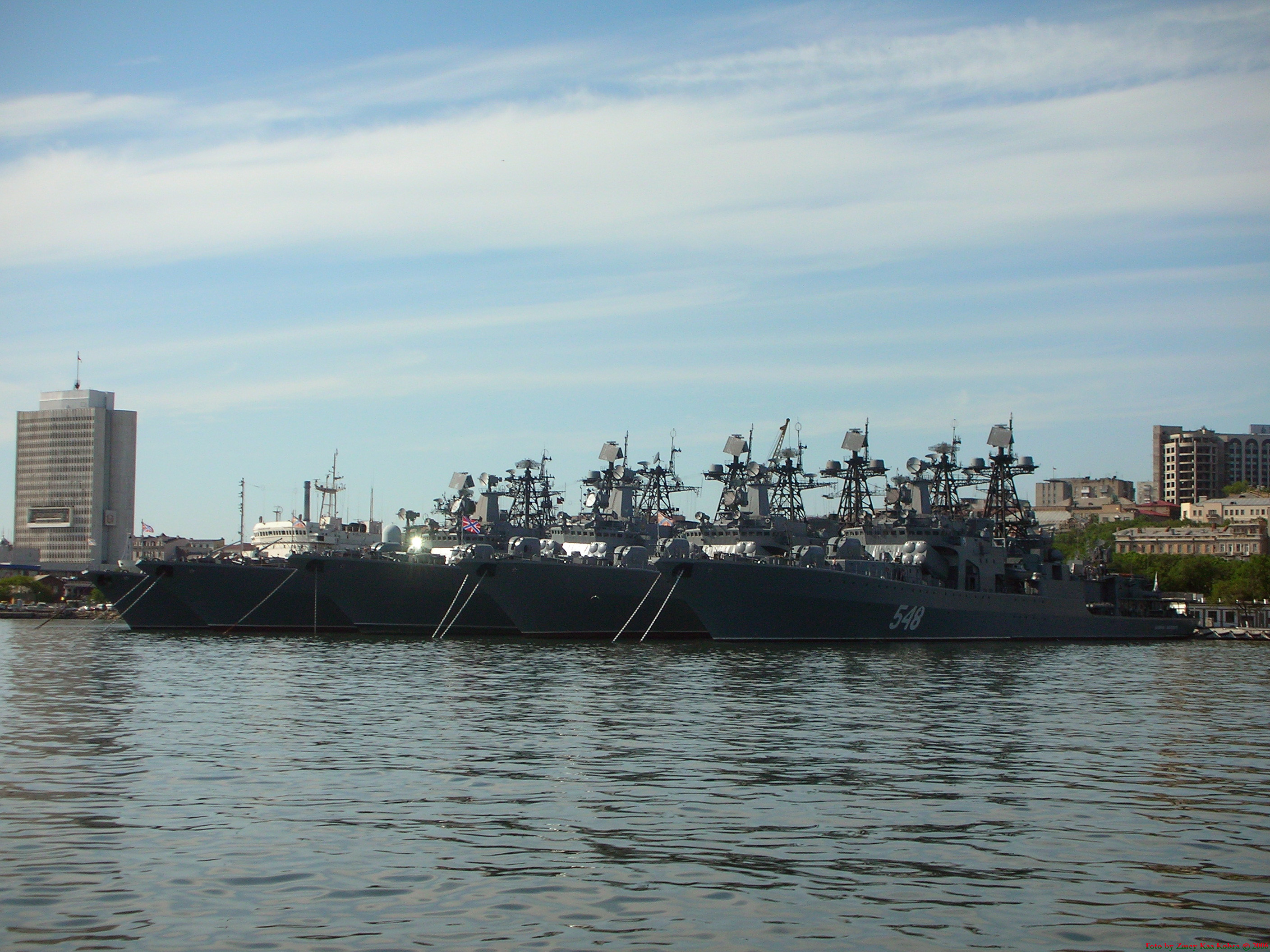
Schepen van de Pacifische Vloot voor anker in de buurt van het hoofdkwartier van de Pacifische Vloot in Vladivostok in 2005. Van rechts naar links: de fregatten Admiraal Pantelejev, Admiraal Vinogradov, Admiraal Triboets en Maarschalk Sjaposjnikov en de torpedobootjager Bezbojaznenny ("zonder angst")

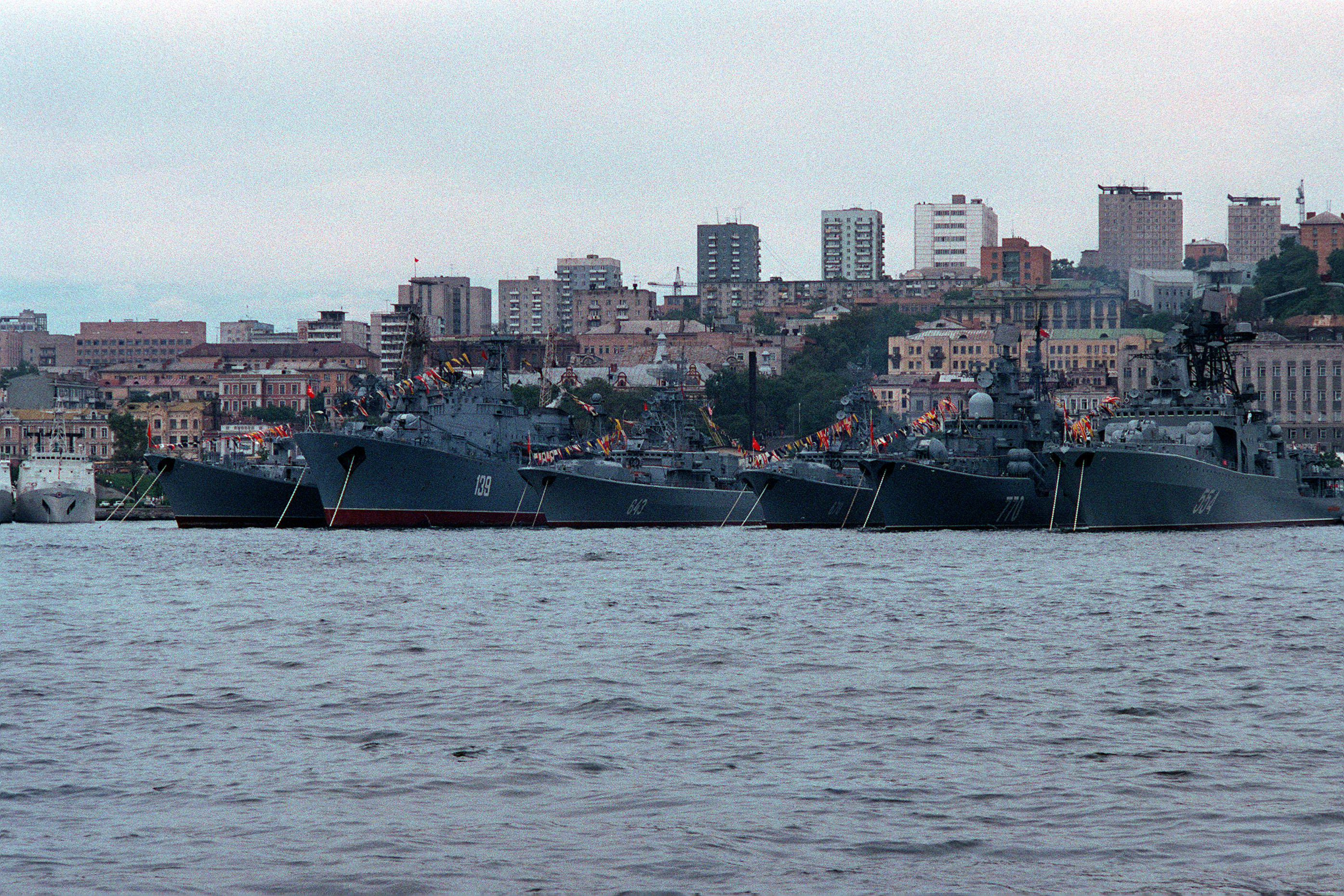
Schepen van de Pacifische Vloot voor anker in Vladivostok in 1990

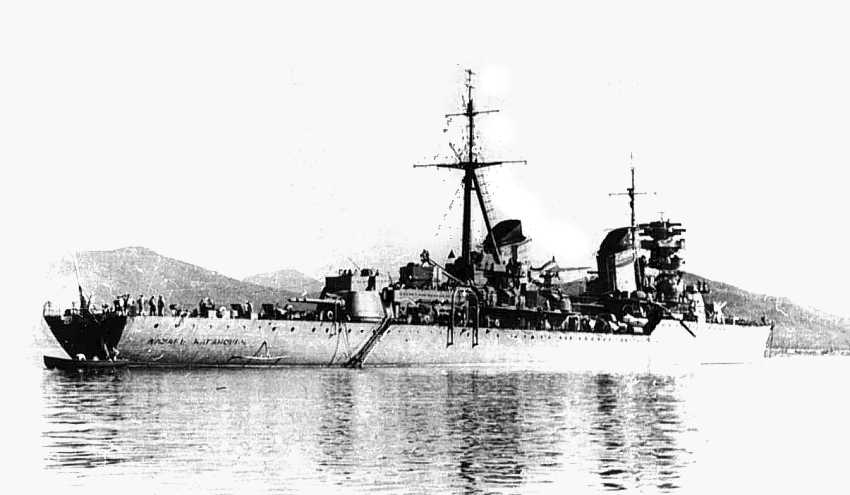
Lichte kruiser Lazar Kaganovitsj in 1944

In 1731 richtten de Russen het Militaire Flottielje van Ochotsk op onder haar eerste commandant, Grigori Skornjakov-Pisarev, om te patrouilleren en het beschermen van de visserij. In 1799 werden 3 fregatten en 3 kleinere schepen naar Ochotsk gezonden om een functionerend militair flottielje te vormen. In 1849 werd Petropavlovsk-Kamtsjatski de hoofdbasis van de vloot, welke een jaar later werd verplaatst naar Nikolajevsk aan de Amoer en daarna naar Vladivostok in 1871. In 1854 onderscheidden de schepen van het flottielje zich bij de verdediging van Petropavlovsk tijdens de Krimoorlog. In 1856 veranderde het Militaire Flottielje van Ochotsk haar naam in Siberisch Militair Flottielje (Сибирская военная флотилия).
Aan het eind van de 19e eeuw was het flottielje nog steeds klein in aantal. Door de steeds slechter wordende Russisch-Japanse relaties werd er een scheepsbouwprogramma opgesteld om aan de behoefte van het Verre Oosten te voldoen, maar de uitvoering duurde te lang. Daarom werd een aantal schepen van de Baltische Vloot overgeplaatst naar de Grote Oceaan.
Aan het begin van de Russisch-Japanse Oorlog van 1904 tot 1905 bestonden de Russische marinestrijdkrachten uit het 1e Pacifische Eskader (7 slagschepen, 8 kruisers, 13 torpedoboten, 2 kanonneerboten) en een aantal schepen van het Siberische Militaire Flottielje (2 kruisers, 2 mijkruisers, 12 torpedoboten, 5 kanonneerboten), gestationeerd in Port Arthur. Andere schepen van het Siberische Militaire Flottielje (4 kruisers, 10 torpedoboten) waren gestationeerd in Vladivostok.
Tijdens de Russisch-Japanse Oorlog toonden zeelieden van de Pacifische vloot heldendom en moed, al werd het grootste deel van de Russische Marine in het Verre Oosten vernietigd.
Tijdens de Russisch revolutie van 1905 waren de zeelieden van de Pacifische Vloot actief betrokken bij de revolutionaire beweging, en deden mee in gewapende protesten in Vladivostok in januari 1906 en oktober 1907. Tijdens de Oktoberrevolutie van 1917, vochten de zeelui van de Siberische en Amoerse Militaire Flottieljes voor de oprichting van de Sovjet-Unie in het Verre Oosten en tegen het Witte Leger. Tijdens de Russische Burgeroorlog, werden bijna alle schepen van de Pacifische Vloot meegenomen door het Witte Leger en Japan. Na het uiteenvallen van het Witte Leger in 1922 creëerden de Sovjets de Maritieme strijdkrachten van het Verre Oosten onder commandant Ivan Kozjanov, als onderdeel van de Vladivostok-eenheid en het Militair Flottielje van de Amoer (Амурская военная флотилия). 1926 werden deze opgeheven: de Vladivostok-eenheid werd overgedragen aan het commando van de grenstroepen in het Verre Oosten en het Amoer-Flottielje werd een zelfstandig flottielje.
Door de Japanse agressie in Mantsjoerije in 1931 besloten het Centrale Comité en de Sovjet-regering de marinestrijdkrachten van het Verre Oosten op te richten op 13 april 1932. In januari 1935 werd deze hernoemd tot de Pacifische Vloot, onder commandant M. Viktorov. de creatie van de vloot bracht grote problemen met zich mee. De eerste eenheden werden gevormd met kleine schepen, aangevoerd per spoor. In 1932 werden het torpedobooteskader en 8 onderzeeërs in dienst gesteld. In 1934 ontving de Pacifische Vloot 26 kleine onderzeeërs. De oprichting van de Marineluchtvaart en kustartillerie waren onderweg. In 1937 werd de Pacifische Militaire School geopend.
Aan het begin van de Tweede Wereldoorlog had de Pacifische Vloot 2 oppervlakteschepen-subdivisies, 4 onderzeeër-subdivisies, een paar eskaders van schepen, patrouilleschepen, luchteenheden, kustartillerie en mariniers.

### Grote Vaderlandse Oorlog
Tijdens de Grote Vaderlandse Oorlog van 1941 tot 1945 was de Pacifische Vloot in een permanente staat van paraatheid en klaar voor actie. Op hetzelfde moment verplaatsten de Sovjets 1 vlaggenschip, 2 torpedobootjagers en 5 onderzeeërs naar de Noordelijke Vloot. Meer dan 140.000 matrozen van de Pacifische Vloot werden opgenomen in de infanteriebrigades en andere eenheden aan het westfront. In augustus 1945 had de Pacifische Vloot al 2 kruisers, 1 vlaggenschip, 10 torpedobootjagers, 2 torpedoboten, 19 patrouilleboten, 78 onderzeeërs, 10 mijnenleggers, 52 mijnenvegers, 49 "MO"-boten (MO staat voor Малый Охотник, of "Kleine Jager"), 204 torpedoboten en 1459 gevechtsvliegtuigen.
Tijdens Operatie Augustusstorm participeerde de Pacifische Vloot in het bevrijding van het noorden van Noord-Korea, in de Zuid-Sachalin Operaties en de landingsoperaties op de Koerilen in hetzelfde jaar.
Duizenden zeelieden en officieren werden beloond met ordes en medailles voor uitzonderlijke militaire dienst, meer dan 50 kregen de titel Held van de Sovjet-Unie. 18 schepen kregen de titel van Sovjet Garde, en 16 werden beloond met de Orde van de Rode Banier.

### Koude Oorlog
Op 5 mei 1965 kreeg de Pacifische Vloot zelf de Orde van de Rode Banier.
Na de val van Zuid-Vietnam werd een Sovjet-marinebasis gesticht in Cam Ranh Bay in het zuiden van het verenigde land.
In de jaren 80 richtte de maritieme strategie van de Sovjet-Unie zich meer op bastiondefensie, en daarom werd begonnen met de fortificatie van de Zee van Ochotsk.

## Marine Luchtvaart
Tegenwoordig bestaat de Marine Luchtvaart van de Pacifische Vloot uit:
- 568e Maritieme Verkenningsregiment Regiment (Vliegbasis Kamenny Roetsjej) (Toepolev Tu-22M)
- 865e Gevechtsregiment (Jelizovo: Luchthaven Petropavlovsk-Kamtsjatski) (MiG-31)
- 310e Onafhankelijke Anti-Onderzeeër Regiment (Tu-142)
- 77e Onafhankelijke Anti-Onderzeeër Regiment (Nikolajevka, kraj Primorje) (Il-38/Ka-27/Mi-14)
- 173e Onafhankelijke Maritieme Aanvalsregiment (Su-24)
- 593e Onafhankelijke Transportregiment (Artjom) (An-12, An-26, Tu-134)